# Éditions Diane de Selliers
Éditions Diane de Selliers est une maison d’édition de livres de luxe, spécialisée dans l’art et la littérature illustrée, fondée en 1992. Elle publie chaque année un ouvrage dans sa collection « Les Grands Textes de littérature illustrés par les plus grands peintres » et une réédition dans La petite collection.

## Fondation de la maison d'édition
En 1981, après avoir travaillé aux Éditions Claude Tchou, Diane de Selliers créée sa propre maison d’édition, tout en travaillant par ailleurs aux Éditions Hatier (entre 1984 et 1987), puis pour les Éditions Duculot (entre 1987 et 1992).
En 1992, l’éditrice se consacre exclusivement au développement de ses propres créations avec comme objectif de réaliser peu d’ouvrages mais « des livres qui restent » : une collection qui deviendra « Les grands textes de la littérature illustrés par les plus grands peintres ». Le premier ouvrage fut les Fables de La Fontaine illustrées par Oudry.
Diane de Selliers fait depuis revivre des textes fondateurs de l’humanité en correspondance avec les œuvres d’artistes qui s’en sont nourris au cours des siècles.

## La collection  «Les Grands Textes de littérature illustrés par les plus grands peintres»
La collection comporte aujourd’hui trente-et-un titres : ces ouvrages sont publiés en un ou plusieurs volumes et reliés pleine toile sous un luxueux coffret illustré.
En 1996, Diane de Selliers réunit les 92 dessins inédits que Botticelli avait exécutés sur parchemin afin d’illustrer un manuscrit de La Divine Comédie de Dante et obtient les autorisations exceptionnelles de la Bibliothèque du Vatican et du prestigieux Cabinet Royal des Dessins et Estampes de Berlin de les reproduire.
Tous les ouvrages nécessitent de nombreuses recherches au cœur de l’histoire de l’art, des musées, des cabinets d’expert, des collections privées à travers le monde pour trouver les illustrations iconographiques qui accompagnent et éclairent les textes comme les Métamorphoses d’Ovide, ou encore  l’Énéide de Virgile.
Les Éditions Diane de Selliers confrontent sur certains titres le regard et le talent d’artistes contemporains aux textes qui les ont marqués. Ainsi, en 2006, la lecture du chef-d’œuvre de Lewis Carroll a inspiré à Pat Andrea la réalisation de 49 toiles qui servent d'illustrations pour une nouvelle édition d’Alice au Pays des Merveilles et De l'autre côté du miroir. De même Gérard Garouste en 1998 a offert, à travers 150 gouaches et 126 lettres ornées, sa lecture de Don Quichotte de Cervantès et Mimmo Paladino a réalisé 200 œuvres pour illustrer l’Iliade et l’Odyssée d’Homère.
En 2007, l’éditrice a ouvert la collection sur l'Orient avec la publication du Dit du Genji de Murasaki Shikibu illustré par la peinture traditionnelle japonaise du XIIe siècle au XVIIe siècle. Plus de sept ans ont été nécessaires à la publication illustrée de ce texte fondateur de la littérature japonaise, écrit au début du XIe siècle par une femme, considéré comme le premier roman psychologique au monde et comme la plus importante source iconographique au Japon. Le texte intégral est accompagné de 520 illustrations et 450 détails en couleurs, dont une grande partie est totalement inédite, provenant du Japon, des États-Unis et d’Europe. Chaque peinture est éclairée d’un commentaire iconographique.
En 2011, Diane de Selliers publie l'un des deux plus grands textes de la mythologie indienne après 10 ans de recherches : le Ramayana de Valmiki illustré par les miniatures indiennes du XVIe au XIXe siècle.
660 miniatures provenant du monde entier et pour la plupart inconnues du grand public révèlent une épopée sacrée, fabuleux voyage au cœur de l'Inde.
Amina Taha Hussein-Okada, conservateur en chef au musée des Arts asiatiques Guimet responsable des arts de l'Inde, accompagne chacune des miniatures d'un commentaire narratif, iconographique et symbolique. En vue d'une prochaine parution en langue anglaise, un site consacré à l'ouvrage a été mis en place.
En 2012, la maison d'édition publie Le Cantique des oiseaux d'‘Attâr illustré par la peinture en Islam d'orient. Ce texte de la littérature persane, rédigé au XIIe siècle, est l'expression poétique d'une quête initiatique universelle, celle de l'Amour, de la Vérité, de l'Unicité. Il est accompagné de plus de deux cents miniatures persanes, turques, afghanes et indo-pakistanaises qui s'éclairent à la lumière d'une nouvelle traduction française versifiée réalisée par Leili Anvar, normalienne, agrégée et docteur en littérature persane.
En 2013, pour illustrer l'œuvre satirique d'une ironie mordante d'Érasme, la maison d'édition publie Éloge de la folie, illustré par les peintres de la Renaissance du Nord. Les 82 dessins d'Holbein ainsi que 200 peintures des plus grands peintres allemands et flamands, fascinés par le thème de la folie et des vices humains, illustrent les propos de Dame Folie.
En 2014, la maison d'édition a choisi d'éditer Yvain et Lancelot, illustrés par la peinture préraphaélite, les deux œuvres emblématiques de Chrétien de Troyes. Ces romans révèlent la légende arthurienne et le délicat équilibre entre amour courtois et prouesses chevaleresques que les héros de la table ronde doivent maintenir. Accompagnés des œuvres des peintres préraphaélites, le texte se voit magnifié et transporté par l'intensité, l'émotion et la grâce des peintres de Dante Gabriel Rossetti, Edward Burne-Jones, William Holman Hunt, John Everett Millais ou encore William Morris.
En 2015, les Éditions Diane de Selliers choisissent de confronter l'œuvre lumineuse d'Arthur Rimbaud et l'ambition visionnaire des avant-gardes du XXe siècle en publiant Poésies, Une saison en enfer et Illuminations à la lumière de la peinture moderne au tournant du XXe siècle.
En 2016, la maison d’édition publie le texte sacré de l’hindouisme la Bhagavadgîtâ, illustrée par la peinture indienne, issue du Mahâbhârata, l’épopée indienne composée autour du IIe avant notre ère. Illustrée par de magnifiques peintures indiennes du XVIe au XIXe commentée par Amina Taha-Hussein Okada, conservateur au musée Guimet, la Bhagavadgîtâ enseigne à son lecteur la réconciliation avec soi-même et le monde extérieur, à l’apaisement de l’esprit et à la maîtrise des sens. Marc Ballanfat signe la postface « Yogarasa, la saveur du yoga » initiant à la pratique du yoga, discipline conduisant l’individu à une conscience de soi et du monde qui l’entoure.
Pour ses 25 ans, la maison réalise en 2017 un véritable défi intellectuel : réunir l’un des plus grands dramaturges et l’une des plus belles villes du monde : Shakespeare à Venise, Le Marchand de Venise et Othello, illustrés par la Renaissance vénitienne. Ces deux pièces, dont la traduction française de Jean-Michel Déprats côtoie le texte original anglais, sont magnifiquement mises en lumière par une somptueuse iconographie, des introductions et intermèdes de Michael Barry ainsi qu’une préface de l’homme de théâtre Denis Podalydès.
En 2018, Diane de Selliers choisit de réunir dans « La Collection » les Trois Couronnes du trescento. Après le succès de La Divine Comédie de Dante illustrée par Botticelli (1996) et du Décaméron de Boccace illustré par l'auteur et les peintres de son époque (1999), Pétrarque manquait à l’appel. Cette absence est enfin comblée : Pétrarque rejoint La Collection avec ses Triomphes, un poème allégorique célébré dans l’Europe renaissante, enfin redécouvert. Il est illustré par une baie unique au monde, un vitrail d’une petite église de l’Aube. La traduction inédite et contemporaine de Jean Yves Masson réenchante le texte et les commentaires iconographiques de Paule Amblard et de Flavie Vincent-Petit proposent un éclairage à la fois symbolique et technique sur le texte.
En 2019, Diane de Selliers propose de redécouvrir la Bible dans une traduction inédite, qui allie audace et rigueur de Marc-Alain Ouaknin illustrée par des œuvres abstraites du XXe siècle. La maison d'édition publie La Genèse de la Genèse illustrée par l'abstraction. Le livre reçoit les éloges de la presse :  "Tout n’est qu’intelligence et beauté", La Croix.

## La petite collection
Diane de Selliers réédite depuis 2007, dans une petite collection, plus abordable, des ouvrages déjà publiés, dans un format plus petit. Le premier titre, Les Fleurs du mal illustrées par la peinture symboliste et décadente de Charles Baudelaire, est paru à l’occasion du cent-cinquantième anniversaire de l’édition originale des Fleurs du mal.
Ouvrages déjà parus dans cette collection :
- Les Fleurs du mal de Charles Baudelaire illustrées par la peinture symboliste et décadente, 2007
- Coffret La Fontaine regroupant Les Fables et Les Contes de La Fontaine, 2007
- Les Fables de La Fontaine illustrées par Jean-Baptiste Oudry, 2008
- La Divine Comédie de Dante illustrée par Botticelli, 2008
- Le Dit du Genji de Murasaki-shikibu illustré par la peinture traditionnelle japonaise, 2008
- La Légende Dorée de Jacques de Voragine illustrée par les peintres de la Renaissance italienne, 2009
- Les Contes de La Fontaine illustrés par Fragonard, 2009
- Orient, Mille ans de poésie et de peinture, 2009
- Le Décaméron de Boccace illustré par l'auteur et les peintres de son époque, 2010
- Rome, Naples, Florence de Stendhal illustré par les peintres du romantisme, 2010
- Faust de Goethe illustré par Delacroix, 2011
- Promenades dans Rome de Stendhal illustrés par les peintres du romantisme, 2011
- Coffret Voyages en Italie de Stendhal, regroupant les Promenades dans Rome et Rome, Naples et Florence, 2011
- Don Quichotte de Cervantès illustré par Gérard Garouste, 2012
- L'Énéide de Virgile illustré par les fresques et les mosaïques antiques, 2013
- Alice au Pays des Merveilles et De l'autre côté du Miroir de Lewis Carroll illustrés par Pat Andrea, 2015
- Le Cantique des oiseaux d'‘Attâr illustré par la peinture en Islam d'orient, 2016
- L’Apocalypse de saint Jean illustrée par la tapisserie d’Angers, 2017
- L’Éloge de la folie d’Érasme illustré par les peintres de la Renaissance du Nord, 2018
- L'Odyssée d'Homère illustré par Mimmo Paladino, 2019

## Collection Textes
En 2013, Diane de Selliers inaugure cette collection avec Le Cantique des oiseaux d'‘Attâr, guidée par la volonté de faire connaître des textes de référence inédits : nouvelles traductions, œuvres introuvables en langue française, épuisées ou méconnues. Récits fondateurs d’une civilisation, d’une religion ou d’un courant de pensée, les textes choisis offrent une nouvelle lecture des chefs-d'œuvre de la littérature mondiale.
Les Editions Diane de Selliers publient, également en 2013,  Malek Jân Ne’mati   de Leili Anvar qui retrace la vie de cette femme qui a marqué son temps. 

## Hors collection
Hors collection, l’éditrice a publié, L’Autoportrait au XXe siècle de Pascal Bonafoux qui présente l’identité comme une quête majeure de notre époque à travers la révolution formelle de l’art contemporain, avec 540 dessins, peintures, sculptures, photographies de 1901 à 2000.
Des mérites comparés du saké et du riz illustré par un rouleau japonais du XVIe siècle en coédition avec la Bibliothèque nationale de France, qui constitue la première traduction de ce texte emblématique de la culture japonaise. Le récit met en scène sur un ton humoristique un noble amateur de saké, un moine gourmand de riz et un guerrier partisan de la « Voie du milieu », la modération. Le rouleau datant du XVIIe siècle, conservé à la BnF, a été remarquablement préservé. Un travail minutieux de photogravure a permis de restituer toute la subtilité et la fraîcheur de ses couleurs.

## Prix et récompenses
- En 2001, La Légende Dorée de Jacques de Voragine illustrée par les peintres de la Renaissance italienne a obtenu le Prix Italiques, décerné en collaboration avec l’UNESCO qui récompense les efforts des passeurs de culture en relation avec l’Italie. Le prix a été remis par Madame Hélène Carrère d'Encausse sous la coupole de l’Académie française[9].
- En 2003, L’Iliade et l’Odyssée de Homère illustrées par Mimmo Paladino a reçu le Prix du Livre d’Art de la Nuit du Livre[10], et Les Métamorphoses d’Ovide illustrées par la peinture baroque a été récompensé par le Prix André-Malraux du livre d’Art[11].
- En 2004, L’Autoportrait au XXe siècle. Moi je, par soi-même de Pascal Bonafoux (hors collection) a été doublement couronné par le Grand Prix du Jury de la Nuit du Livre[12] et le Prix Cercle Montherlant de l’Académie des Beaux-Arts[13].
- En 2009, Le Dit du Genji de Murasaki-shikibu illustré par la peinture traditionnelle japonaise du XIIe siècle au XVIIe siècle a obtenu le Grand Prix du Jury de la Nuit du Livre[14] et en 2008, la Distinction du Ministère de la Culture du Japon pour sa contribution au rayonnement international de la littérature et de l’art japonais.
- En 2009, les Éditions Diane de Selliers rejoignent le Comité Colbert[15].
- En 2012, Le Ramayana de Valmiki illustré par les miniatures indiennes du XVIe siècle au XIXe siècle a obtenu le Prix du Livre d'Art ainsi que celui de l'Édition Numérique de la Nuit du Livre[16],[17] dans les salons de l'Automobile Club de France. Cette même année, Amina Taha Hussein-Okada a reçu, pour la direction scientifique de cet ouvrage, le Prix Hirayama par l'Académie des Inscriptions et Belles lettres.
- En 2013, Diane de Selliers reçoit le prix Lilas du livre pour l'ensemble de sa carrière d'éditrice[18].
- En 2013, Le Cantique des oiseaux illustré par la peinture en Islam d'orient est récompensé par le prix du Cercle Montherlant - Académie des Beaux-Arts[19].
- En 2013, Le Cantique des oiseaux illustré par la peinture en Islam d'orient reçoit également le Prix International du Livre de l'Année décerné par le Ministère de la Culture d'Iran.
- En 2013, le Prix de l'édition d'art Cercle Montherlant - Académie des beaux-arts est décerné à Diane de Selliers pour son travail d'éditeur.
- En 2015, Alice aux pays des merveilles de Lewis Carroll illunimé par Pat Andrea  remporte le prix du Jury du Livre numérique
- En 2018, le Prix Méditerranée du livre d’Art pour Shakespeare à Venise

Diane de Selliers a reçu plusieurs décorations :
- les insignes de Chevalier de l’Ordre de Léopold II par l’Ambassadeur de Belgique Pierre-Dominique Schmidt à Paris le 5 avril 2005
- les insignes de Chevalier des Arts et des Lettres par le Ministre de la culture et de la communication Renaud Donnedieu de Vabres le 20 novembre 2006
- les insignes de Chevalier de la Légion d'honneur par le Président de la République Nicolas Sarkozy le 14 novembre 2007.
- les insignes d'Officier des Arts et des lettres par le Ministre de la culture et de la communication Frédéric Mitterrand.

## Informations financières
En 2016 le chiffre d'affaires était de 655 200 € et le résultat de 82 600 €